# Gustav Weder
Gustav Weder (né le 2 août 1961 à Diepoldsau) est un ancien bobsleigher suisse spécialisé dans le pilotage. Il fut médaillé d'or en bob à deux avec Donat Acklin lors de deux olympiades consécutives, et compte également deux médailles (une d'argent, une de bronze) en bob à 4 avec Lorenz Schindelholz, Curdin Morell, Kurt Meier et Domenico Semeraro.
Weder remporta 5 fois les championnats du monde et 7 fois les championnats d'Europe.
Diplômé et docteur en sciences sociales, il travaille actuellement comme consultant dans le management. Il est marié avec Brigtte Kappenberger et a deux enfants, Celina et Lars. La famille Weder vit à Esslingen près de Zurich.

## Palmarès

### Jeux Olympiques
- 1988 : quatrième aux Jeux olympiques de Calgary en bob à deux
- : médaille d'or Jeux olympiques d'Albertville en bob à deux
- : médaille d'argent aux Jeux olympiques d'Albertville en bob à quatre
- : médaille d'or Jeux olympiques de Lillehammer en bob à deux
- : médaille de bronze Jeux olympiques de Lillehammer en bob à quatre

### Championnats monde
- : médaillé d'or en bob à 2 aux championnats monde de 1990.
- : médaillé d'or en bob à 4 aux championnats monde de 1989, 1990 et 1993.
- : médaillé d'argent en bob à 2 aux championnats monde de 1989, 1991 et 1993.
- : médaillé d'argent en bob à 2 aux championnats monde de 1991.

### Coupe du monde
- 4 globe de cristal : 
  - Vainqueur du classement bob à 2 en 1989 (non officiel).
  - Vainqueur du classement bob à 4 en 1991.
  - Vainqueur du classement combiné en 1989 et 1991.